# Mohammad Húdzsah
Mohammad Húdzsah (arabul: محمد خوجة; Medina, 1982. március 15. –) szaúd-arábiai válogatott labdarúgókapus.

## Pályafutása

### Klubcsapatban
2004 és 2005 között az Ohud Club csapatában játszott. 2006 és 2009 között az Es-Sabáb játékosa volt, melynek tagjaként 2006-ban bajnoki címet szerzett. 2009 és 2013 között az El-Áttifák kapuját védte. 

### A válogatottban
2004 és 2007 között 8 alkalommal játszott a szaúd-arábiai válogatottban Részt vett a 2006-os világbajnokságon.

## Sikerei, díjai
Es-Sabáb
- Szaúd-arábiai bajnok (1): 2005–06